# 海格 (黑森州)
海格（德語：Haiger）是德国黑森州的一个市镇。总面积106.67平方公里，总人口18993人，其中男性9420人，女性9573人（2011年12月31日），人口密度178人/平方公里。

## 友好城市
- 法國 普隆比耶尔莱第戎